# 哈利路亞
哈利路亞（希伯來語： 現代發音 ／提比里安发音 ，拉丁語：或，英語：或 /ˌhæləˈluːjə/ HAL-ə-LOO-yə），又譯為阿肋路亞（天主教會使用）、阿利路伊亞（东正教會常用）、哈雷路亞、阿利路亞等，是希伯來語
和兩字單詞組成的詞語，意為「（讓我們）讚美耶和华」或「讚美亞」或「讚美主」之意。「YAH或Jah—亞 」希伯來人對神的稱呼「YHVH或YHWH」的縮寫。這個辭彙主要出現在《詩篇》，在猶太教作爲讚美詩（《詩篇》第113篇至第118篇参）禱文的一部分，後來也由基督教等其他亚伯拉罕宗教使用，成為这些宗教禮拜儀式的禱文之一，而其中伊斯兰教的同义词则为真主至大（阿拉伯語：اللّٰهُ أَكْبَر，羅馬化：Allāhu akbar，國際音標：[aɫ.ɫaː.hu ʔak.bar]，音譯：阿拉胡阿克巴 ）。

## 希伯来文和希腊文圣经原文
這個詞在希伯來《聖經》中，主要在《詩篇》中出現過24次，多次在詩篇中出現，並在希臘語版的《啓示錄》中出現四次。
對於大部分基督徒，哈利路亞是對耶和華的最熱情讚頌。很多基督教派別不會在大齋期時間內說或唱《哈利路亞》以及《榮歸主頌》，取而代之的是大齋期頌揚（Lenten acclamation）。
Jah作为Jehevah的缩写也出现在很多常见的圣经名字中，这些名字在当今也十分频繁的使用。例如，
- 約亞拿——“耶和華大有恩典”
- 約珥——“耶和華是神”
- 約翰——“耶和華大有恩惠”
- 約拿單——“蒙耶和華所賜”
- 約瑟——“願耶和華加給他”
- 約書亞——“耶和華是拯救”

## 不同德语译本中的形式

### Alleluja
- Allioli译本, 1937年
- Rösch译本, Bott编撰, 1967年

### Hallelujah
- 圣经达秘译本;
- 统一译本（die Einheitsübersetzung）, 1980年;
- 旧约新约好消息译本（Die Gute Nachricht des Alten und Neuen Testaments）, 1982;
- 马丁·路德译本, 1984年修订;
- Hermann Menge译本, 1951;
- Franz Eugen Schlachter译本, 1951年;
- 苏黎世圣经译本（Zürcher Bibel）, 2007年;
- die Übersetzung Hoffnung für Alle, 国际圣经协会，1996年。

### Preiset Jah
- 圣经新世界译本,耶和华见证人使用 1989年

## 大众文化
- 18世纪作曲家韩德尔的著名清唱剧《彌賽亞》中有一段合唱“哈利路亚”，非常雄壮悦耳。
- 一首著名的美国爱国歌曲，《共和国之战歌》（The Battle Hymn of the Republic），又称《荣哉！哈利路亚》（Glory, Hallelujah）。
- 加拿大創作歌手李歐納·柯恩於1984年發行的專輯《Various Positions》其中一首歌名為《哈利路亞》（Hallelujah）。此歌後來被傑夫·巴克利、凱蒂蓮、邦喬飛、蔡琴等多位歌手翻唱，並且是電影《史瑞克》和正負2度C的插曲之一。